# Sri Kayangan
Sri Kayangan is een bestuurslaag in het regentschap Rokan Hilir van de provincie Riau, Indonesië. Sri Kayangan telt 1799 inwoners (volkstelling 2010).